# トヨタエルアンドエフ和歌山
トヨタエルアンドエフ和歌山株式会社（トヨタエルアンドエフわかやま）は、トヨタL&Fカンパニーの和歌山県における販売店であり、豊田自動織機の関連会社である。
前身は和歌山トヨタフォークリフト株式会社として設立。1998年10月に現社名に変更。 通称として『トヨタL&F和歌山』を使用している。
グループ会社には和歌山トヨタ自動車やトヨタレンタリース和歌山などがある。

## 主な取扱商品
- フォークリフト
- 保管システム
- 搬送システム
- 環境機器

以上はトヨタL&F製（豊田自動織機）。
この他にもさまざまな商品を取り扱っている。

## 沿革
- 1960年（昭和35年）10月 - 和歌山トヨタ自動車株式会社産業車両係設置によりフォークリフトの販売開始
- 1991年（平成3年）7月 - 和歌山トヨタ自動車産業車両部が分離独立し、新会社「和歌山トヨタフォークリフト株式会社」を設立
- 1992年（平成4年）1月 - 田辺営業所新築完成
- 1998年（平成10年）10月 - トヨタエルアンドエフ和歌山株式会社に改称